# Christopher Franke
Christopher Franke (ur. 6 kwietnia 1953 w Berlinie) – perkusista, multiinstrumentalista i kompozytor wykonujący muzykę elektroniczną.

## Życiorys
Debiutował w 1966 roku jako perkusista w szkolnym zespole The Tigers, który później zmienił nazwę na The Centries. Jest absolwentem berlińskiego konserwatorium muzycznego w klasie kompozycji. Jako członek awangardowej grupy rockowej Agitation Free (1967–1971), która rozpoczęła współpracę z Thomasem Kesslerem, inicjując powstanie Electronic Beat Studio – był jednym z tych muzyków, którzy kładli podwaliny pod berlińską szkołę muzyki elektronicznej. Współpracował też z zespołem Vox Heinza Laua (profesor muzyki w berlińskiej Wyższej Szkole Akademickiej). 14 listopada 1974 roku jako były członek, wziął udział w imprezie pożegnalnej zespołu Agitation Free (pod nazwą The Final Reunion), który kończył swą działalność (z tego powodu przerwał na dwa dni trasę koncertową po Anglii). W latach 1971–1988 był członkiem awangardowej formacji spod znaku elektronicznego rocka Tangerine Dream z którą nagrał 37 albumów i skomponowało ścieżki dźwiękowe do ponad 30 filmów fabularnych, w tym: Legend, Sorcerer, Thief, Firestarter i Risky Business. Po opuszczeniu zespołu, wydał swój pierwszy solowy album pt. Pacific Coast Highway (1991), założył Berlin Symphonic Film Orchestra i otworzył studio nagraniowe w Hollywood, stając się odnoszącym sukcesy kompozytorem muzyki filmowej. W 1993 roku założył wytwórnię płytową Sonic Images Records w Los Angeles. Skomponował muzykę do filmów fabularnych, takich jak: Uniwersalny żołnierz, Tarzan i Zaginione Miasto, Hooligans, filmu dokumentalnego What the Bleep Do We Know!?, a także produkcji tworzonych na potrzeby telewizji, m.in. całość ilustracji muzycznej do popularnego serialu sci-fi Babylon 5. Jego muzykę można usłyszeć również w 340 odcinkach programu telewizyjnego emitowanego przez CBS, pt. The Amazing Race, który otrzymał 10 nagród Primetime Emmy. Wydał też kilka studyjnych albumów, m.in. poświęconą międzynarodowemu festiwalowi muzyki elektronicznej Klemdag, Klemanię oraz The Celestine Prophecy - A Musical Voyage (1997), album towarzyszący bestsellerowej powieścią Jamesa Redfielda The Celestine Prophecy. Ostatnim jak dotąd projektem jest stworzona wspólnie z niemieckim kompozytorem Konstantinem Weckerem muzyka do musicalu pt. Ludwig, poświęcona królowi Ludwikowi II Bawarskiemu.

## Wybrana dyskografia solowa[7]

### Albumy
1991 Pacific Coast Highway
1992 Universal Soldier
1993 New Music for Films, Vol. 1
1993 The London Concert
1995 Babylon 5
1993 Klemania
1995 Night of The Running Man
1996 Raven
1996 Tenchi The Movie - Tenchi Muyo in Love
1996 Enchanting Nature
1996 Perry Rhodan Pax Terra
1996 Celestine Prophecy
1997 Babylon 5, Vol. 2 - Messages from Earth
1997 Pacific Blue
1997 Transformation of Mind
1999 Epic
2000 New Music for Films, Vol. 2
2000 The Calling
2001 The Best of Babylon 5
2005 Ludwig² - Das Musical

## Sprzęt[1]

### Instrumenty
- Moog 3P Modular
- Mini Moog
- Moog Voyager
- Access Virus
- ARP 2600
- ARP Odyssey
- EMS VCS-3
- Make Noise Modular
- Moon Modular
- Doepfer System A-100
- Sequential Circuits Prophet 5
- Dave Smith Instruments Prophet 12
- DSI Poly Evolver
- Roland VP-9000
- Roland XV-5080
- Roland JD-800
- Roland JD-990
- Roland JV-880
- Roland D-50
- Roland V-Drums
- Alesis Andromeda
- Alesis QS 8.1
- Korg Karma
- Korg EX-8000
- Yamaha Tenori-On
- Yamaha DX7
- Yamaha TF1
- Waldorf Q Rack
- Waldorf Microwave XTK

### Instrumenty programowane
- Spectrasonics Omnisphere
- Spectrasonics Stylys RMX
- Spectrasonics Atmosphere
- Spectrasonics Trilogy
- Arturia ARP 2600 V
- Arturia CS-80V
- Arturia Moog Modular V2
- Vienna Instruments
- NI Kontakt
- NI Maschine Studio
- NI Kore2
- NI Massive
- NI Absynth
- NI FM8
- NI Pro53
- NI Reaktor
- EastWest Ministry of Rock
- EastWest Voices of Passion
- EastWest StormDrums 2
- EastWest Symphonic Choirs
- EastWest Goliath
- EastWest Percussive Adventure 2
- EastWest RA
- U-he Bazille
- U-he Zebra2
- Camel Audio Camel5000
- LinPlug Albino 3
- Synful Orchestra
- Moduł perkusyjny BFD2
- Ethno World 4
- MOTU Ethno Instruments
- Yellow Tools Independence
- Music Lab Real Guitar
- AAS Ultra Analog
- Ueberschall Liquid Instruments
- Wizoo Electric Guitar 2
- Steinberg Groove Agent 3
- Waldorf PPG Wave 2.v
- Waldorf Attack

### Sprzęt nagraniowy
- Apple Logic Pro X
- Apple Soundtrack Pro 2
- Abelton Live
- Propellerhead Reason
- MOTU Digital Performer
- Celemony Melodyne
- ProTools HD
- Apogee Symphony System
- Apogee AD-8000
- Apogee Rosetta 800
- RME Fireface
- Euphonix Artist Series
- Lexicon 480L
- TC Electronics 2990
- TC Electronics M-Two
- Apple MacPros
- Promise Pegasus 12TB RAID